# علی جعفری نجف آبادی
علی جعفری نجف آبادی (زادهٔ ۳۰ شهریور ۱۳۵۷) نویسنده، کارگردان، مستندساز و گوینده ایرانی است. او در بیشتر فیلم‌های خود به فرهنگ و مردم و اساطیر ایرانی پیش از اسلام می‌پردازد. چندین فیلم از او برنده جوایز جشنواره‌های داخل و خارجی شده‌اند.

## فیلم‌شناسی
- حسرت (۱۳۷۳)
- عاشورای حسینی (۱۳۷۳)
- یادگار خاک (۱۳۷۳)
- امید به آینده (۱۳۷۸)
- همراه (۱۳۷۹)
- آنها نیز عاشق می‌شوند؟ (۱۳۸۰)
- چشمه (۱۳۸۱)
- توران پشت (۱۳۸۳)[۲]
- سرای سنگی (۱۳۸۵)[۳]
- سنمار (۱۳۸۷)[۴]
- اسناد ملی، حافظه ملی (۱۳۸۷)
- سمسمه (۱۳۸۸)
- اوانید (۱۳۸۸)
- روایت ۷۶ سال (ایران ما) (۱۳۸۸)
- مهرانور (۱۳۹۰)[۵]
- گارانتی (۱۳۹۲)

## گوینده
- اوانید[۶] (مستند)
- روایت ۷۶ سال (مستند)
- توران پشت (مستند)
- سرای سنگی (مستند)
- مشی ومشیانه به کارگردانی حسن نقاشی
- درخت پارسیک به کارگردانی حسن نقاشی
- دا به کارگردانی حسن نقاشی
- مهرا به کارگردانی حسن نقاشی
- آثار عجم به کارگردانی حسن نقاشی (مستند)
- توهم به کارگردانی هادی رحیم دل
- ارزیابی شتابزده به کارگردانی سید مسعود آستانداری
- رهروان راه به کارگردانی مجید انتظام
- ورود ممنوع به کارگردانی سید مجید هاشمی و ابوذر حیدری
- من پرتغالی هستم به کارگردانی میثم قاعدی
- پله پله ملاقات با خدا به کارگردانی امیر هادی ملک اسماعیلی
- بام بهشت به کارگردانی مهدی یار محمدی

## کتاب‌ها
- عشق از دید عرفان
- جعبه ابزار خلق فراوانی[۷]